# Gambrinus liga 2009-10
La Gambrinus liga 2009-10 fue la decimoséptima edición de la Gambrinus liga, la máxima categoría del fútbol profesional de la República Checa. El torneo se comenzó a disputar el día 24 de julio de 2009 y finalizó el 15 de mayo de 2010. El AC Sparta Praga se adjudicó el campeonato por undécima vez en su historia, acabando así con la racha del SK Slavia Praga.

## Datos de los clubes
| Equipo                  | Ciudad           | Estadio                                     | Capacidad |
| ----------------------- | ---------------- | ------------------------------------------- | --------- |
| Baník Ostrava           | Ostrava          | Bazaly                                      | 17.372    |
| Bohemians 1905          | Praga            | Ďolíček Stadion                             | 7.500     |
| FK Bohemians            | Praga            | Stadion Evžena Rošického                    | 19.032    |
| 1. FC Brno              | Brno             | Městský fotbalový stadion Srbská            | 12.550    |
| Dynamo České Budějovice | České Budějovice | E-On Stadion                                | 6.708     |
| FK Jablonec 97          | Jablonec         | Stadion Střelnice                           | 6.280     |
| SK Kladno               | Kladno           | Stadion Františka Kloze                     | 4.000     |
| FK Mladá Boleslav       | Mladá Boleslav   | Městský stadion                             | 5.000     |
| 1. FK Příbram           | Příbram          | Na Litavce                                  | 9.100     |
| Sigma Olomouc           | Olomouc          | Andrův stadion                              | 12.072    |
| Slavia Praga            | Praga            | Synot Tip Arena                             | 21.000    |
| 1. FC Slovácko          | Uherské Hradiště | Městský fotbalový stadion Miroslava Valenty | 8.121     |
| Slovan Liberec          | Liberec          | Stadion u Nisy                              | 9.900     |
| Sparta Praga            | Praga            | Generali Arena                              | 20.852    |
| FK Teplice              | Teplice          | Na Stínadlech                               | 18.221    |
| Viktoria Plzeň          | Pilsen           | Štruncovy Sady Stadion                      | 7.842     |

## Sistema de competición
La Gambrinus liga 2009/10 estuvo organizada por la Federación de Fútbol de la República Checa.
Constó de un grupo único integrado por dieciséis clubes de toda la geografía checa. Siguiendo un sistema de liga, los dieciséis equipos se enfrentaron todos contra todos en dos ocasiones -una en campo propio y otra en campo contrario- sumando un total de 30 jornadas. El orden de los encuentros se decidió por sorteo antes de empezar la competición.
La clasificación final se estableció con arreglo a los puntos obtenidos en cada enfrentamiento, a razón de tres por partido ganado, uno por empatado y ninguno en caso de derrota. Si al finalizar el campeonato dos equipos igualaron a puntos, los mecanismos para desempatar la clasificación fueron los siguientes:
1. El que tenga una mayor diferencia entre goles a favor y en contra en los enfrentamientos entre ambos. (Gol average)
2. Si persiste el empate, se tiene en cuenta la diferencia de goles a favor y en contra en todos los encuentros del campeonato.
3. Si aún persiste el empate, se tiene en cuenta el mayor número de goles a favor en todos los encuentros del campeonato.

Si el empate a puntos es entre tres o más clubes, los sucesivos mecanismos de desempate fueron los siguientes: 
1. La mejor puntuación de la que a cada uno corresponda a tenor de los resultados de los partidos jugados entre sí por los clubes implicados.
2. La mayor diferencia de goles a favor y en contra, considerando únicamente los partidos jugados entre sí por los clubes implicados.
3. La mayor diferencia de goles a favor y en contra teniendo en cuenta todos los encuentros del campeonato.
4. El mayor número de goles a favor teniendo en cuenta todos los encuentros del campeonato.
5. El club mejor clasificado con arreglo a los baremos de fair play.

### Efectos de la clasificación
El equipo que más puntos sumó al final del campeonato fue proclamado campeón de liga y obtuvo el derecho automático a participar en la segunda ronda previa de la Liga de Campeones de la UEFA. El segundo clasificado obtuvo el derecho a participar en la tercera ronda previa de la Liga Europea de la UEFA y el tercer clasificado obtuvo un pase para la segunda ronda previa de esta misma competición. 
El campeón de la Copa de la República Checa obtuvo la clasificación a la tercera ronda previa de la Liga Europea de la UEFA. Los clasificados en posición 15º y 16º descendieron directamente a la segunda categoría checa.

## Clasificación
|  |     | Equipos de fútbol   | PJ | PG | PE | PP | GF | GC | Dif | Pts |
|  | --- | ------------------- | -- | -- | -- | -- | -- | -- | --- | --- |
|  | 1.  | AC Sparta Praga (C) | 30 | 16 | 14 | 0  | 42 | 14 | +28 | 62  |
|  | 2.  | FK Baumit Jablonec  | 30 | 18 | 7  | 5  | 42 | 24 | +18 | 61  |
|  | 3.  | FC Baník Ostrava    | 30 | 17 | 9  | 4  | 47 | 25 | +22 | 60  |
|  | 4.  | FK Teplice          | 30 | 15 | 10 | 5  | 44 | 25 | +19 | 55  |
|  | 5.  | FC Viktoria Plzeň   | 30 | 12 | 12 | 6  | 42 | 33 | +9  | 48  |
|  | 6.  | SK Sigma Olomouc    | 30 | 14 | 5  | 11 | 49 | 36 | +13 | 47  |
|  | 7.  | SK Slavia Praga     | 30 | 11 | 8  | 11 | 37 | 35 | +2  | 41  |
|  | 8.  | FK Mladá Boleslav   | 30 | 11 | 6  | 13 | 47 | 41 | +6  | 39  |
|  | 9.  | FC Slovan Liberec   | 30 | 10 | 7  | 13 | 34 | 39 | -5  | 37  |
|  | 10. | 1. FK Příbram       | 30 | 10 | 6  | 14 | 35 | 41 | -6  | 36  |
|  | 11. | 1. FC Brno          | 30 | 9  | 8  | 13 | 31 | 40 | -9  | 35  |
|  | 12. | FC Bohemians 1905   | 30 | 8  | 10 | 12 | 21 | 29 | -8  | 34  |
|  | 13. | SK Dynamo           | 30 | 7  | 10 | 13 | 24 | 35 | -11 | 31  |
|  | 14. | 1. FC Slovácko      | 30 | 8  | 6  | 16 | 28 | 42 | -14 | 30  |
|  | 15. | SK Kladno (D)       | 30 | 7  | 4  | 19 | 24 | 50 | -26 | 25  |
|  | 16. | FK Bohemians (D)    | 30 | 4  | 4  | 22 | 27 | 65 | -38 | 1   |

PJ = Partidos jugados; PG = Partidos ganados; PE = Partidos empatados; PP = Partidos perdidos; GF = Goles a favor; GC = Goles en contra; Dif = Diferencia de goles; Pts = Puntos
|  | Clasificado para la segunda ronda previa de la Liga de Campeones de la UEFA 2010-11 |
|  | Clasificado para la tercera ronda previa de la Liga Europea de la UEFA 2010-11      |
|  | Clasificado para la segunda ronda previa de la Liga Europea de la UEFA 2010-11      |
|  | Desciende a la Druhá liga                                                           |

| (C) Campeón    |
| (D) Descendido |

## Máximos goleadores
| Jugador       | Goles | Equipo             |
| ------------- | ----- | ------------------ |
| Michal Ordoš  | 12    | SK Sigma Olomouc   |
| David Lafata  | 11    | FK Baumit Jablonec |
| Marek Kulič   | 11    | FK Mladá Boleslav  |
| Pavel Šultes  | 9     | SK Sigma Olomouc   |
| Bony Wilfried | 9     | AC Sparta Praga    |
| Mario Lička   | 8     | FC Baník Ostrava   |
| Daniel Huňa   | 8     | 1. FK Příbram      |